# Clafoutis
Le clafoutis est un gâteau originaire du Limousin (France), traditionnellement composé de cerises entières non dénoyautées et entièrement recouvertes d'un appareil à flan.

## Étymologie et autres appellations
Le nom de clafoutis est attesté avec certitude à partir de 1856,. Plusieurs étymologies convergentes sont proposées : 
- le nom de clafoutis, de l'occitan clafotís, proviendrait du verbe clafir ou claufir qui signifie « remplir[4] » ;
- le nom de clafoutis pourrait aussi provenir des croisements du verbe de l'ancien français claufir, du latin « clavo figere » (« fixer avec un clou », attesté en ancien français sous le sens de « clouer ») et d'un dérivé en -eïz (« foutre, mettre, ficher »)[5].

Le clafoutis est aussi appelé en français « milliard » ou « millard » dans le Limousin, région dont ce dessert est originaire et en Auvergne, ainsi que « péliaïré » (chiffonnier en occitan) dans le sud de la Haute-Vienne et une partie de la Corrèze.
Sur la carte des spécialités gastronomiques françaises d'Alain Bourguignon de 1929, il figure sous le nom de clafoutis dans le Limousin et le secteur de La Châtre, sous celui de millard près de Clermont-Ferrand, et de millat dans le Bourbonnais.

## Ingrédients
Outre les cerises, les ingrédients principaux sont le sucre, la farine, le lait et les œufs. Certaines variantes incluent du beurre ou de la crème. Traditionnellement, les cerises ne sont pas dénoyautées, afin que le jus des cerises ne se mélange pas à la pâte. Un authentique clafoutis du Limousin (ou d'Auvergne) se fait avec des petites cerises noires,, "à clafoutis", c'est à dire des guignes du type "Franche Noire" ou "Auvergnate". La cerise de Montmorency est aussi réputée pour les clafoutis (il s'agit par contre d'une griotte, elle est donc plus acide que les guignes, qui sont douces).

### Variantes
Réalisé avec des fruits autres que la cerise, tels que la pomme, la poire, l'abricot ou la prune, il porte alors le nom de flaugnarde. Le clafoutis aux bigarreaux marmottes non dénoyautés est une spécialité de Paray-le-Monial, appelée cacou.
Le far breton est un dessert proche du clafoutis, réalisé avec des pruneaux.
Bien que préparé avec des ingrédients communs (lait, œufs, sucre), le clafoutis n'est pas un flan, car on ajoute de la farine à sa préparation, et on n'utilise pas la même pâte.

## Nutrition
La table nutritionnelle des aliments Ciqual de l'Agence nationale de sécurité sanitaire de l'alimentation, de l'environnement et du travail (Anses), dans sa version de 2020, fournit les valeurs moyennes suivantes pour 100 g de clafoutis aux fruits : 192 kCal d'énergie apportés par 5,0 g de protéines, 6,5 g de lipides et 27,2 g de glucides (dont 21,4 g de sucres).